# Arašídové mléko

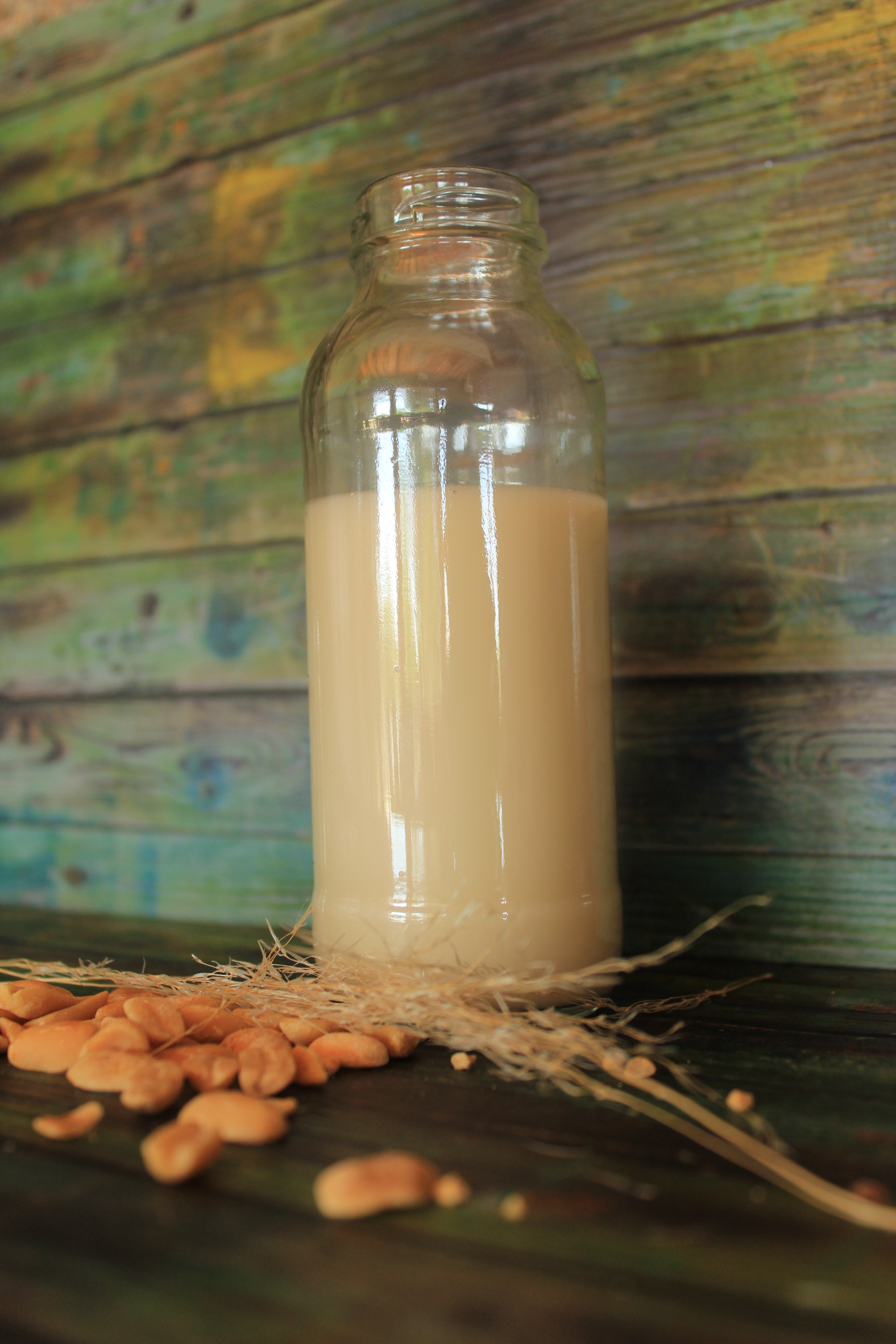
Skleněná lahev s arašídovým mlékem

Arašídové mléko je rostlinné mléko vyráběné za pomocí vody a arašídů. V některých receptech se do tohoto nápoje přidává sůl a sladidla. Neobsahuje laktózu a proto je vhodný pro lidi s nesnášenlivostí laktózy.
Stejně jako u mandlového, sójového a rýžového mléka jsou arašídy rozdrceny, namočeny a někdy i zahřáty a poté se filtrují přes jemný filtr aby se vytvořilo čisté arašídové mléko. 

## Použití proti podvýživě
Arašídové mléko je používáno jako levný prostředek v boji proti dětské podvýživě v rozvojových zemích.